# Ben Brush
Ben Brush, född 1893, död 1918, var ett engelskt fullblod, mest känd för att ha segrat i Kentucky Derby (1896). Han blev utsedd till den ledande avelshingsten i Nordamerika 1909.

## Bakgrund
Ben Brush var en brun hingst efter Bramble och under Roseville (efter Reform). Han föddes upp av Clay & Woodford partnership och ägdes av H. Eugene Leigh, Edward D. Brown och Michael F. Dwyer, och som avelshingst av James R. Keene. Han tränades under tävlingskarriären av Edward D. Brown och senare av Hardy Campbell, Jr..
Ben Brush sprang in 65 108 dollar på 40 starter, varav 25 segrar, 5 andraplatser och 5 tredjeplatser. Han tog karriärens största seger i Kentucky Derby (1896). Han segrade även i Champagne Stakes (1895), Nursery Stakes (1895), Suburban Handicap (1897), Latonia Derby (1896), Brighton Handicap (1897), First Special Stakes (1897) och Second Special Stakes (1897).

## Karriär
Ben Brush började att tränas som tvååring av Edward D. Brown, och tog fem segrar på fem starter. Han åkte sedan till New York, där han blev trea på Sheepshead Bay, och blev slagen av Requital i Flatbush Stakes. Efter starterna i Great Eastern Handicap och Holly Handicap såldes han till Mike Dwyer, som tillsammans med sin bror Philip hade tävlat med hans far Bramble samt mästarna Hindoo, Hanover, Miss Woodford och Luke Blackburn.
Efter att han sålts till Dwyer reds han av Hall of Fame-invalde Willie Simms, en afroamerikan som anses varit en av de bästa ryttarna på sin tid, och tränades av Hardy Campbell Jr.. Ben Brush vann ytterligare sex lopp som tvååring. Ben Brushs första löp som treåring 1896 var årets upplaga av Kentucky Derby, i vilket han segrade utan att ha gått något löp innan, eller att någonsin ha sprungit längre än sju furlongs under sin karriär. Under treåringssäsongen tog Ben Brush fyra segrar och sprang in nästan 27 000 dollar. Efter fyraåringssäsongen avslutade Ben Brush tävlingskarriären för att istället vara verksam som avelshingst. 

### Som avelshingst
Ben Brush blev en framgångsrik avelshingst. Ben Brush förekommer i stamtavlor hos de senaste Kentucky Derby-vinnarna, bland annat varje Derbyvinnare från 1972 och framåt. Han var ledande avelshingst i Nordamerika 1909. Ben Brush avled i Versailles, Kentucky den 8 juni 1918, 25 år gammal. På hans gravsten står det felaktigt 1917.
Ben Brush var en av de första hästarna som valdes in i National Museum of Racing och Hall of Fame 1955.